# テンフードサービス
株式会社テンフードサービスは、北海道札幌市東区に本社を置く企業。札幌市内を中心に展開する「みよしの」を中心とした飲食店の運営や、チルド食品の製造・販売を行う。

## 概要

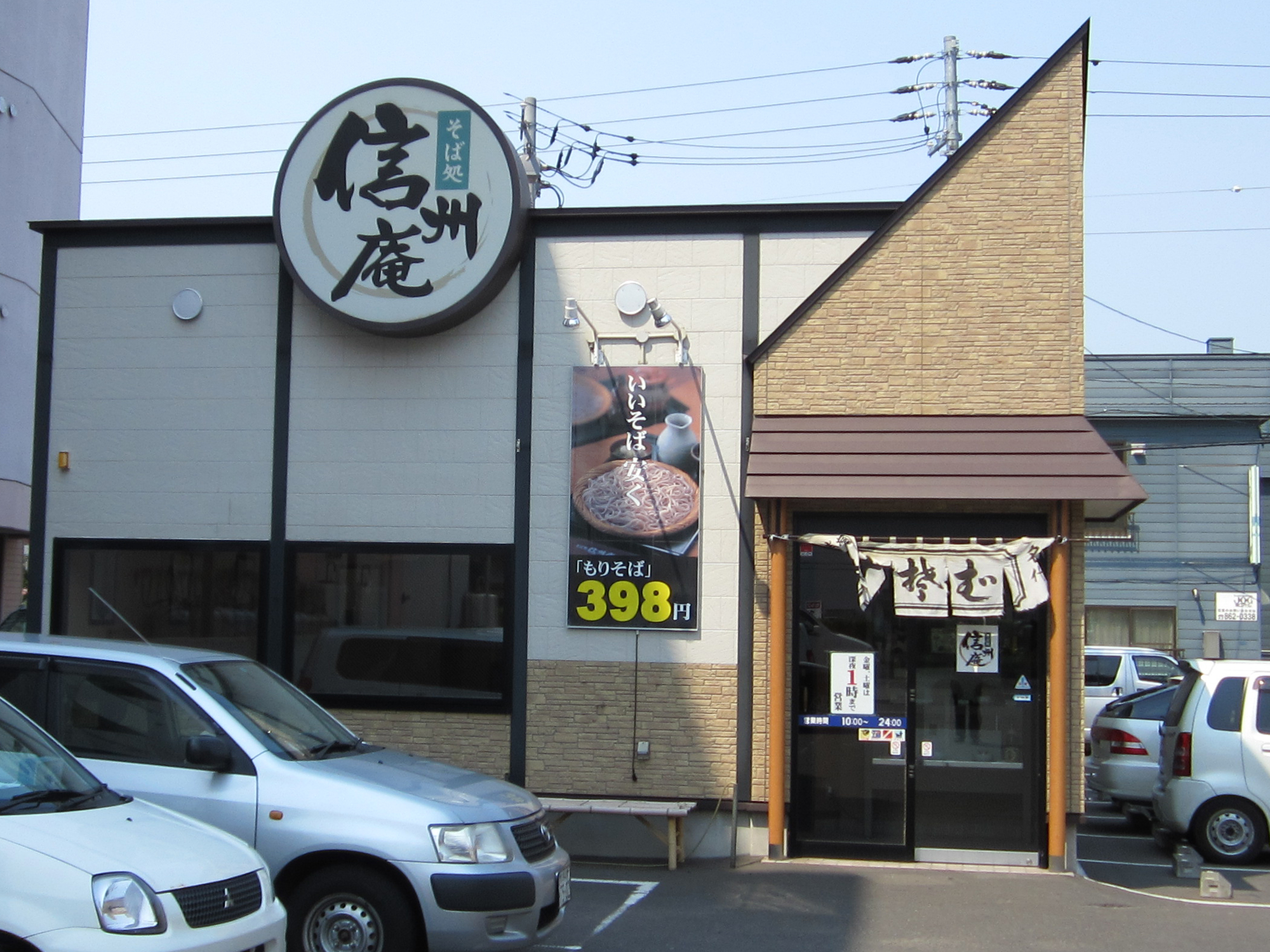
南郷信州庵（公式サイトの呼称）

ぎょうざ&カレーショップ「みよしの」、そば処「信州庵（しんしゅうあん）」の直営店舗の運営。餃子・焼売などの小売店向けのチルド食品の製造・販売。直営店舗向けの食材製造を手掛ける。
以前はフランチャイズ店（FC加盟店）を統括していたが、現在は直営店舗のみである。名残りとして店の看板などは「みよしの」の隣に小さな文字で「さっぽろ」と表記される（新店舗にも表記される）。
一般的に、「みよしのさっぽろ」とは呼ばずに、「みよしの」「みよしのぎょうざ」などと呼ぶのが通例。

## 沿革
- 大正初期、北海道札幌市狸小路2丁目に大衆食堂「美よし野」として開業[1]。
- 1945年（昭和20年）- 狸小路で甘味店を営業。
- 1962年（昭和37年）6月 - 有限会社山田商事を設立。
- 1967年（昭和42年）5月 - 札幌市中央区に餃子専門店「みよしの」3条店を開店。
- 1971年（昭和46年）
  - 10月 - 小樽市花園にフランチャイズ1号店を開店。
  - 12月 - 札幌市白石区菊水南町に工場を新設。
- 1973年（昭和48年）
  - 6月 - 株式会社みよしのを設立。社長には山田達郎が就任。
  - 7月 - 札幌市白石区菊水南町に第2工場を新設。
- 1975年（昭和50年）
  - 6月 - 山田商事の12店舗を当社へ編入。
  - 10月 - 株式会社テンフードサービスに社名変更。
  - 11月 - 札幌市白石区東札幌に本部・工場新設。同時に菊水工場を閉鎖。
  - 12月 - 埼玉県春日部市に「てんつく」2店開店（現在は撤退）。
- 1976年（昭和51年）11月 - 札幌市中央区南8条西4丁目大京ビルに事務所を移転。
- 1977年（昭和52年）10月 - 「みよしのカレー」販売開始。発売当初は190円の低価格で提供し「びっくりカレー」の名称で販売していた[1]。
- 1978年（昭和53年）
  - 7月 - 新メニュー「肉焼売」販売。
  - 12月 - 埼玉県春日部市にファミリーレストラン「ぽっぷす」開店（現在は撤退）。尚同店のマスコット「ぽっぷすぼうや」が後年「みよしの」チェーンのマスコットとして使用されている[1]。
- 1979年（昭和54年）5月 - 新メニュー「コーン焼売」販売。
- 1980年（昭和55年）7月 - 札幌市白石区東札幌に事務所を移転。
- 1984年（昭和59年）6月 - 埼玉県所沢市に「みよしの所沢店」開店（現在は撤退）。
- 1987年（昭和62年）11月 - 札幌市東区本町に新社屋・工場を新設。
- 1988年（昭和63年）6月 - 小売販売店向けに「チルド餃子」を販売。
- 1990年（平成2年）4月 - 小売販売店向けに「チルド焼売」を販売。
- 1993年（平成5年）10月 - 札幌市清田区清田に「みよしの」大型店舗1号店開店。
- 1996年（平成8年）9月 - 取締役会長に山田達郎、代表取締役社長に片桐正義がそれぞれ就任。
- 2004年（平成16年）8月 - 札幌市白石区南郷にそば店「札幌南郷信州庵」開店。
- 2005年（平成17年）6月 - 代表取締役に西田治[2]が就任。
- 2008年（平成20年）3月 - 恵庭市にドライブスルー併設第1号店を開店。
- 2011年（平成23年）12月 - 全店舗を直営化。
- 2014年（平成26年）7月 - 小売販売店向けに「レトルトカレー」を販売。
- 2016年（平成28年）9月 - タイ・バンコクに期間限定で初出店。
- 2020年（令和2年）12月 - 札幌市東区苗穂にそば店「蕎麦処みよしの」を開店[3]。
- 2022年（令和4年）8月 - ジンギスカン事業「元祖滝川 花尻ジンギスカン」の展開を開始[4][5]。函館市「十字屋珈琲店」のフランチャイズ店を札幌に出店[6]。

## 製造品目
- みよしのぎょうざチルド
- みよしのぎょうざ家庭用冷凍生
- みよしのしゅうまいチルド
- みよしのレトルトカレー
- 元祖滝川花尻のジンギスカン

## 花尻ジンギスカン
餃子とカレーが主力商品でいずれも国民的に定着していることから観光客への訴求力が低い「みよしの」チェーンに代わる、観光客にアピールできる北海道独自の食品での新事業展開による業績拡大を目的として既存の製造ラインを活かせることも有りジンギスカン事業を検討、その後1968年に創業し2021年3月に閉店を決定した滝川市の「花尻肉店」と交渉し2022年1月に承諾を受け技術を継承、2022年8月に「元祖滝川 花尻ジンギスカン」として札幌市にてチェーン展開を開始。
2022年時点では札幌市内で2店舗を展開し道内で10店舗ほどの出店計画を検討する他、花尻肉店の創業地である滝川市などで冷凍自動販売機による無人販売も行っている。

## 直営店舗
- みよしの 
  - 札幌市・恵庭市・苫小牧市・千歳市・旭川市
- 信州庵
  - 札幌市
- 蕎麦処みよしの
  - 札幌市
- 元祖滝川 花尻ジンギスカン
  - 札幌市

## 工場
- 製造工場 - 北海道札幌市東区本町